# قرار مجلس الأمن التابع للأمم المتحدة رقم 1894
قرار مجلس الأمن التابع للأمم المتحدة رقم 1894، والذي تم تبنيه بالإجماع في 11 نوفمبر 2009.

## القرار
معربا عن أسفه العميق لبقاء الغالبية العظمى من الضحايا في النزاعات المسلحة هم من المدنيين، أكد مجلس الأمن اليوم من جديد استعداده للرد على استهداف المدنيين وعرقلة المساعدات الإنسانية، حيث فتح نقاشا لمدة يوم حول هذه المسألة.
اتخذ القرار بالإجماع القرار - وبذلك يصادف الذكرى السنوية العاشرة لعمله المنهجي بشأن حماية المدنيين في النزاعات المسلحة - طالب المجلس أطراف النزاع بالامتثال الصارم للقانون الإنساني الدولي وقانون حقوق الإنسان وقانون اللاجئين، وكذلك فيما يتعلق بقرارات المجلس التي تدعو إلى حماية المدنيين والوصول دون عوائق إلى المساعدات الإنسانية.
وإذ لاحظ المجلس أن الاستهداف المتعمد للمدنيين، بالإضافة إلى الانتهاكات المنتظمة والصارخة والواسعة النطاق للقانون الدولي، قد يشكل تهديدا للسلم والأمن الدوليين، أكد المجلس من جديد استعداده للنظر في اتخاذ تدابير مناسبة ضد المخالفين، وفقا لميثاق الأمم المتحدة. ودعا جميع أطراف النزاعات إلى تعزيز حماية المدنيين من خلال زيادة الوعي على جميع المستويات، لا سيما من خلال التدريب والأوامر والتعليمات الصادرة للقوات المسلحة.
وبالنص أيضاً، أقر المجلس بضرورة النظر في الحاجة إلى الحماية في وقت مبكر عند صياغة ولايات حفظ السلام، فضلا عن التوجيه الشامل في تنفيذ ولايات الحماية. وطلب من الأمين العام أن يضع، بالتشاور مع الجهات الفاعلة ذات الصلة، مفهوماً تشغيلياً لهذا الغرض.
وبعبارات أخرى من النص الواسع النطاق، شدد المجلس على الحاجة إلى نهج شامل لتنفيذ ولايات الحماية -من خلال الاهتمام بالنمو الاقتصادي والحكم الرشيد والديمقراطية وسيادة القانون واحترام حقوق الإنسان، من بين اعتبارات أخرى.

## روابط خارجية
- نص القرار في undocs.org